# Drycothaea stictica
Drycothaea stictica är en skalbaggsart som beskrevs av Bates 1881. Drycothaea stictica ingår i släktet Drycothaea och familjen långhorningar.
Artens utbredningsområde är:
- Belize.
- El Salvador.
- Guatemala.
- Honduras.
- Panama.

Inga underarter finns listade i Catalogue of Life.